# Saengcho-myeon
Saengcho-myeon (koreanska: 생초면) är en socken i den södra delen av Sydkorea, 240 km söder om huvudstaden Seoul.  Den ligger i kommunen Sancheong-gun i provinsen Södra Gyeongsang.